# Église Saint-Michel de Tchornoholova
L'église Saint-Michel de Tchornoholova (ukrainien :Свято-Миколаївська церква (Чорноголова)) est classée comme monument national ukrainien et au Patrimoine mondial de l'UNESCO. Elle est située à Tchornoholova en Ukraine.
C'est une église en bois du Parc national de l'Ouj.
Bâtie à l'écart de la route, l'église est à la confluence de deux ruisseaux sur une hauteur qui domine le paysage. Son architecture est de style baroque en un nef unique avec un clocher qui surplombe l'entrée elle date de 1751. Elle possédait auparavant trois pointes de style boyko en épicéa et datait du XVIIe siècle, le sol est typique de celui qui était dans les tentes d'habitation.

## Voir aussi

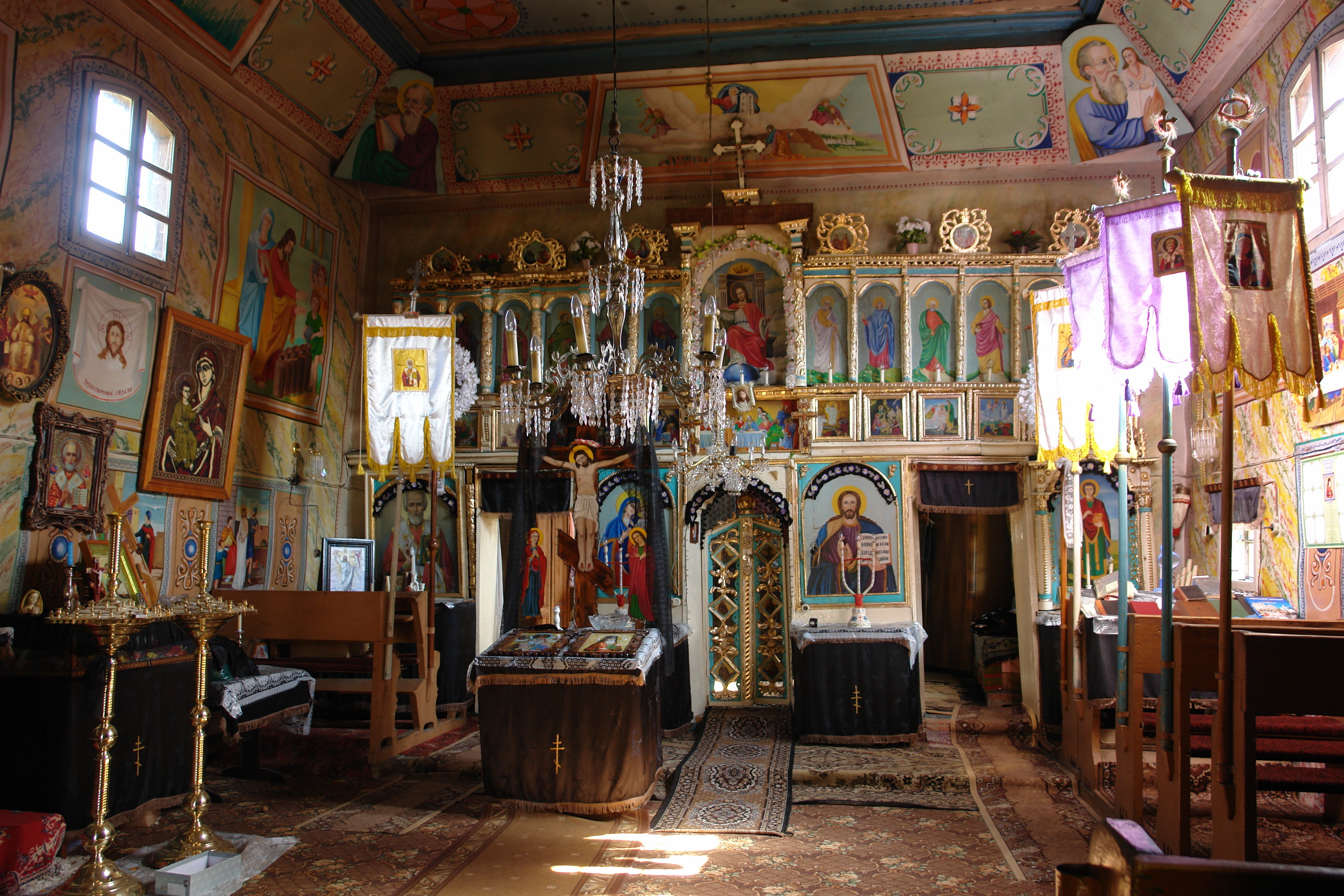
Iconostase,
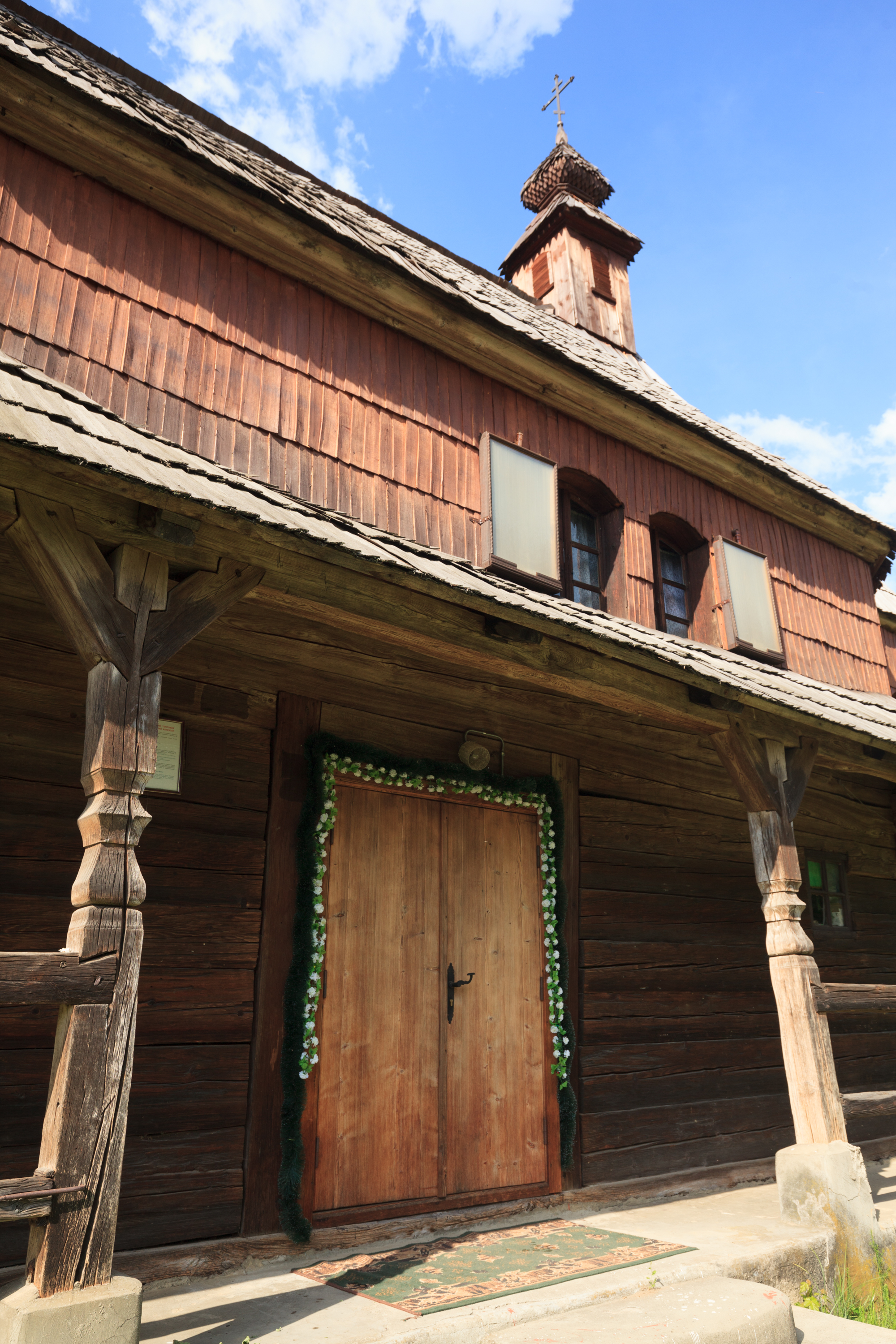
porte latérale,
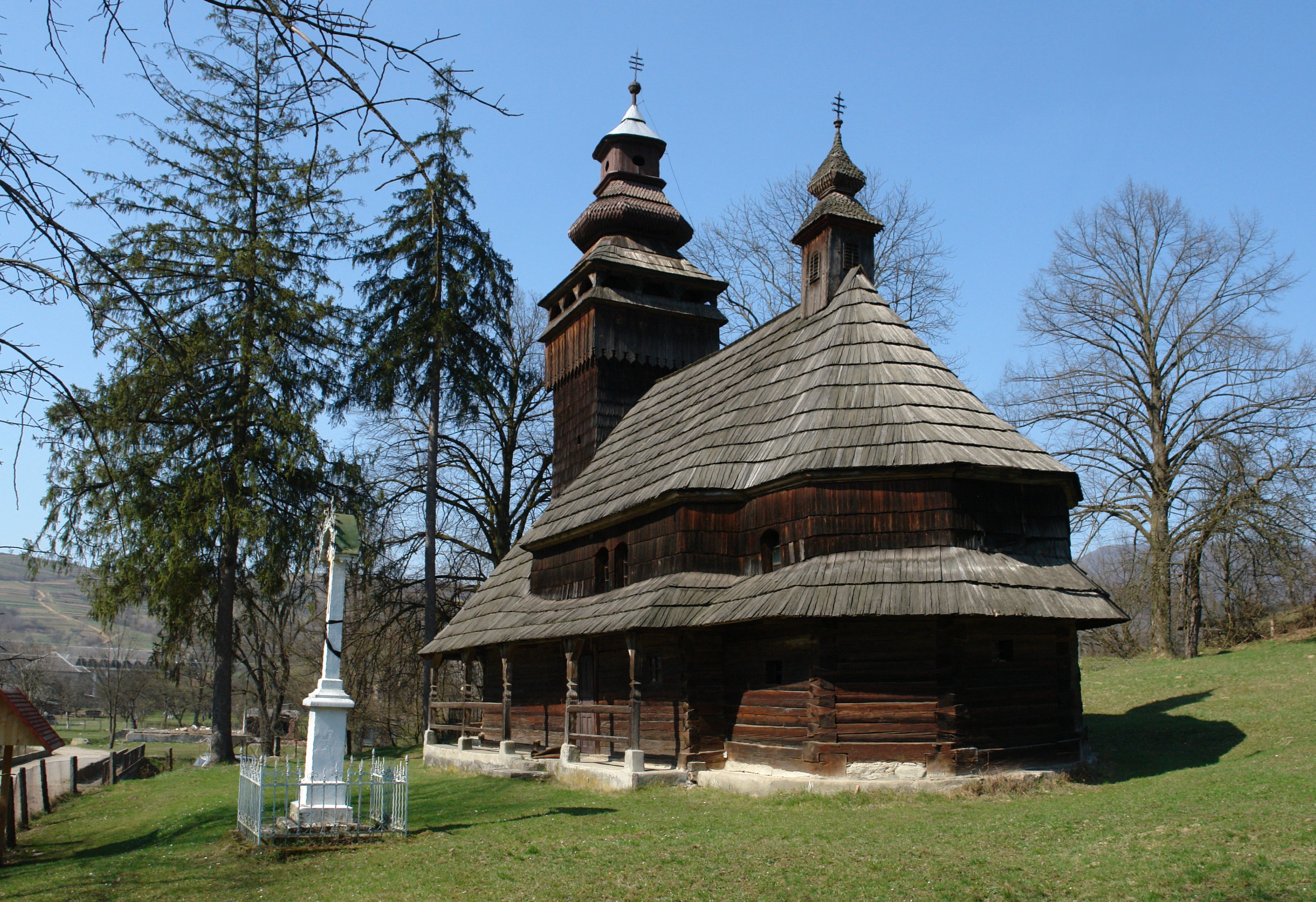
chevet.